# 肥満税
肥満税（ひまんぜい、fat tax）、脂肪税（しぼうぜい）とは、肥満を増加させ健康に影響を与える可能性のある飲食品に対しての課税である。一般に飽和脂肪酸や砂糖の加えられた飲料への課税が検討、施行されている。このうち砂糖に関する税制は砂糖税に詳しい。

## 税制
2016年に世界保健機関（WHO）は、砂糖が添加された清涼飲料水に20%以上の課税を行えば、肥満、糖尿病、虫歯を抑制するような消費の削減が可能であると提言した。加工食品に課税するのではなく、その原材料である甘味料に課税する方法も提案されている。
|                | 消費の影響食品/飲料税                                                           |
| -------------- | ------------------------------------------------------------------------------- |
| 食品/飲料の税  | 砂糖添加飲料で税率に応じた消費減の強い証拠あり。                                |
| 栄養素中心の税 | 対象成分の消費を減らしそれ以外の消費増の可能性がある。 補助金との併用が効果的。 |
| 補助金         | 健康的な食品の消費を増やす。 野菜と果物への補助金では強い証拠あり。             |

## 各国の状況

### ルーマニア
2010年に、ルーマニア政府は「ジャンクフード税」の導入を発表した。

### デンマーク
デンマークでは、2011年10月1日から、飽和脂肪酸が2.3％以上含まれる食品に対して、飽和脂肪酸1キログラムあたり16クローネを課税し、施行前には飽和脂肪酸の多い食品であるバターやピザ、肉、牛乳といった食品に買い込み需要が高まった。日本の農畜産業振興機構ではこれを脂肪税（しぼうぜい）と表現している。飽和脂肪酸の摂取量減少や、死亡率のわずかな低下が証明された。
この税制の影響を評価する前に、2012年11月には廃止が決定された。国民が国境を超えてドイツやスウェーデンで買い物をするようになってしまっていた。

### その他の国
ハンガリーでは、2011年9月1日、砂糖や塩分の多い飲食品に課税する通称ポテトチップス税が施行された。
エクアドルでは、2014年に、砂糖飲料と、砂糖・脂肪・塩分の多い食品であるジャンクフードに課税することで合意を得たが、そうした基準を実際の食品へと適応することが難しいと判断された。
メキシコでは、カロリーの高い菓子類、また砂糖添加飲料への課税が導入された。
インドでは、ケララ州が2016年より、ファーストフードのチェーン店に14.5%の課税を開始した。